# Gulgumpad dvärgbarbett
Gulgumpad dvärgbarbett (Pogoniulus bilineatus) är en fågel i familjen afrikanska barbetter inom ordningen hackspettartade fåglar.

## Utseende och läte
Gulgumpad dvärgbarbett är en liten och vacker, svartvit barbett. Fågeln uppvisar alltid tydliga vita strimmor i ansiktet. Övergumpen varierar dock från ljus- till guldgul. Även sången varierar geografiskt, med i vissa områden en långsam serie med "poop", i andra längre och snabbare serier. Utmed Östafrikas kust hörs mycket snabba drillar. Arten liknar gulstrupig dvärgbarbett, men den arten har gula strimmor i ansiktet, ej vita.

## Utbredning och systematik
Gulgumpad dvärgbarbett delas in i sju underarter:
- bilineatus-gruppen
  - Pogoniulus bilineatus leucolaimus – förekommer i Senegal och Gambia till södra Sudan, Uganda, sydöstra Kongo-Kinshasa och norra Angola
  - Pogoniulus bilineatus poensis – förekommer i höglandet på ön Bioko i Guineabukten
  - Pogoniulus bilineatus mfumbiri – förekommer längst ut i sydvästra Uganda till östra Kongo-Kinshasa, västra Tanzania och Zambia
  - Pogoniulus bilineatus jacksoni – förekommer i höglandet i östra Uganda, centrala Kenya, Rwanda och norra Tanzania
  - Pogoniulus bilineatus fischeri – förekommer i kustnära Kenya, nordöstra Tanzania, Zanzibar och Mafiaön
  - Pogoniulus bilineatus bilineatus – förekommer i östra Zambia och södra Tanzania till Moçambique och östra Sydafrika
- Pogoniulus bilineatus makawai – endast känd från ett exemplar från Mayau i nordvästra Zambia

Underarten makawai urskiljs ibland som egen art.

## Status
Internationella naturvårdsunionen IUCN kategoriserar underartgrupperna (eller arterna) var för sig, nominatgruppen  hotkategorin livskraftig och makawai i kunskapsbrist.

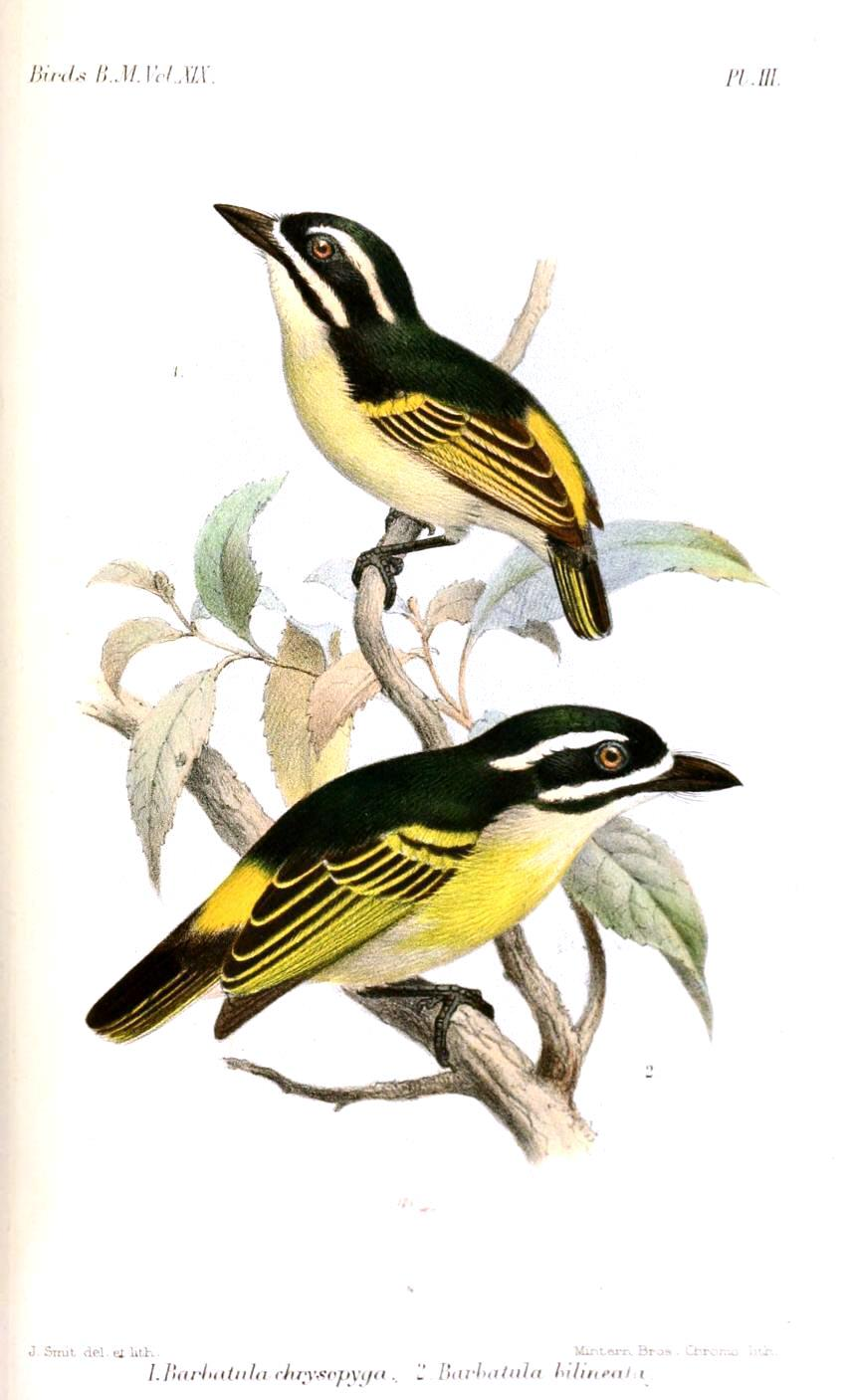